# Mesanusia
Mesanusia is een geslacht van vliesvleugeligen uit de familie Encyrtidae. De wetenschappelijke naam van dit geslacht is voor het eerst geldig gepubliceerd in 1922 door Girault.

## Soorten
Het geslacht Mesanusia omvat de volgende soorten:
- Mesanusia latiscapus Girault, 1922
- Mesanusia speciosa Girault, 1932